# Cissus gossypiifolia
Cissus gossypiifolia är en vinväxtart som beskrevs av Paul Carpenter Standley. Cissus gossypiifolia ingår i släktet Cissus och familjen vinväxter. Inga underarter finns listade i Catalogue of Life.